# Opstemplet
Opstemplet var en helgedom i det antika Rom, tillägnad gudinnan Ops. Det är okänt när det grundades, men det nämns första gången år 186 f.Kr. Opstemplet var beläget i närheten av Fidestemplet och Jupitertemplet på Capitolium. Det nämns senast år 17 e.Kr. Templet torde ha stängts senast under förföljelserna mot hedningarna på 300-talet.

## Karta
| Plan över Capitolium under antiken |
| --- |
| Capitolium Arx Forum Romanum Fori Imperiali Velabrum Jupitertemplet Tabularium Juno Monetas tempel Marcellusteatern Forum Holitorium Bellonatemplet Jupiter Feretrius tempel Veiovistemplet Auguraculum Iseum Jupiter Custos tempel Concordiatemplet Jupiter Conservators tempel Altare Tensarum Jupiter Tonans tempel Clivus Capitolinus Centus Gradus Porta Pandana Janustemplet Juno Sospitas tempel Spestemplet Augustustemplet Asylum Inter duos lucos Vicus Iugarius Marsfältet Dei Consentes portik Vespasianus- templet Concordiatemplet Tullianum Clivus Argentarius Venus Erycinas tempel Bona Mens tempel Fidestemplet Opstemplet Scipio Africanus båge Saturnustemplet Basilica Iulia |